# Palaeocarpilius
Palaeocarpilius là một chi cua đã tuyệt chủng thuộc họ Carpiliidae. Loài điển hình của chi này là Palaeocarpilius macrocheilus. Những động vật ăn thịt tiền sử này từng sống ở thế Eocene và Oligocene có niên đại từ 48,6 đến 28,4 Ma. Hóa thạch của chi này đã được tìm thấy ở Ý (Eocene) và ở Ấn Độ, Libya và Hoa Kỳ (Oligocene).

## Các loài
- Palaeocarpilius aquitanicus Milne-Edwards 1862
- Palaeocarpilius ignotus Milne-Edwards 1862
- Palaeocarpilius intermedius Stubblefield 1927
- Palaeocarpilius laevis Imaizumi 1939
- Palaeocarpilius macrocheilus Desmarest 1822
- Palaeocarpilius mississippiensis Rathbun 1935
- Palaeocarpilius rugifer Stoliczka 1871
- Palaeocarpilius valrovinensis De Gregorio 1895